# Мъри (окръг, Минесота)
Вижте пояснителната страница за други значения на Мъри.
Окръг Мъри (на английски: Murray County) е окръг в щата Минесота, Съединени американски щати. Площта му е 1865 km², а населението - 9165 души (2000). Административен център е град Слейтън.